# Shaikh Ali ibn Ali Qushji
Shaikh Ali ibn Ali Qushji (el nom familiar apareix en diverses formes, Qurji, Kushči, Qurdji i altres), fou un funcionari dels kans ilkhans que sota Abu Said Bahadur Khan, per consell de Ghiyath al-Din Muhammad ibn Rashid al-Din fou enviat (1828/1829) com a governador al Khurasan (província mongola).
El 1335 va proposar al genguiskhànida Togha Temur per ocupar la vacant al kant Ilkhan produïda per la mort de Abu Said Bahadur Khan, i va aconseguir el suport dels amirs del Khurasan i Mazanderan i la khutba es va llegir en el seu nom i es va encunyar moneda. En la primera expedició a l'oest (1337) van sorgir conflictes entre Qushji i els altres amirs principals, Arghun Shah de Nishapur i Abd-Allah ben Mulai de Kuhistan, els quals van abandonar l'expedició i es van retirar a les seves bases; però la defecció d'aquestes forces fou compensada per la incorporació de les tropes mongoles de Musa Khan que havia estat el candidat del oirat Ali Padshah i havia estat derrotat poc abans per Hasan Buzurg (el jalayírida). No obstant l'exèrcit reunit de Togha Temur i de Musa Khan fou derrotat prop de Sultaniya per les forces de Hasan Buzurg. Togha Temur no va ni esperar el resultat de la batalla i es va retirar.
Shaikh Ali ibn Ali Qushji va fugir. Mentre les forces d'Arghun Shah havien tornat i el van fer presoner a Bistam, sent executat i el seu cap enviat a Hasan Buzurg. Cal aclarir que Qushi i Hasan Buzurg havien cooperat en l'abolició del privilegi fiscal del Khurasan que havia perjudicat entre d'altres a Arghun Shah. Aquest darrer va tornar llavors al camp de Togha Temur i va esdevenir el seu comandant militar (amir al-umara). Pel govern del Khurasan, Hasan Buzurg va nomenar un personatge anomenat Muhammad-i Mulai, que devia ser de la família dels senyors de Kuhistan; però Arghun Shah no va tardar en derrotar-lo i executar-lo (1338).